# KYON3 〜KOIZUMI THE GREAT 51
『KYON3 〜KOIZUMI THE GREAT 51〜』(キョン3 コイズミ ザ グレート 51)は、小泉今日子通算15枚目のベスト・アルバム。2002年12月18日にビクターエンタテインメントから発売された。

## 解説
- 歌手デビュー20周年を記念して発売されたベスト・アルバム。
- デビュー曲『私の16才』から『for my life』までの全シングルA面曲(12インチシングルは除く)、アルバム曲を厳選している。
- 全曲リマスタリングされている。

## 収録曲
Disc 1
1. 私の16才
2. 素敵なラブリーボーイ
3. ひとり街角
4. 春風の誘惑
5. まっ赤な女の子
6. 半分少女
7. 艶姿ナミダ娘
8. 渚のはいから人魚
9. 迷宮のアンドローラ
10. ヤマトナデシコ七変化
11. The Stardust Memory
12. 常夏娘
13. 魔女
14. なんてったってアイドル
15. 100%男女交際
16. 夜明けのMEW
17. 木枯しに抱かれて
18. 水のルージュ
19. Smile Again
20. キスを止めないで

Disc 2
1. GOOD MORNING-CALL
2. 快盗ルビイ
3. Fade Out
4. 学園天国
5. 見逃してくれよ!
6. La La La…
7. 丘を越えて
8. あなたに会えてよかった
9. 自分を見つめて
10. 優しい雨
11. My Sweet Home
12. 月ひとしずく
13. BEAUTIFUL GIRLS
14. オトコのコ オンナのコ
15. Nobody can, but you (CF Version)
16. for my life

Disc 3
1. 快盗ルビイ (小泉今日子 & 大瀧詠一)
2. 今をいじめて泣かないで
3. 東の島にブタがいた Vol.2
4. サーチライト
5. は・じ・め・て
6. ビッチ
7. 夏のタイムマシーン
8. 月の夜のシ・ア・ワ・セ
9. 男の子はみんな
10. 艶姿ナミダ娘 (from『Ballad Classics II』)
11. いつか きっと
12. 海を見ていた
13. 赤い金魚
14. サヨナララ
15. 未来の僕から